# Cộng hòa Nhân dân Mông Cổ
Cộng hòa Nhân dân Mông Cổ (tiếng Mông Cổ: Бүгд Найрамдах Монгол Ард Улс (БНМАУ), , Bügd Nairamdakh Mongol Ard Uls (BNMAU)) là một nhà nước xã hội chủ nghĩa tồn tại ở vùng Đông Á từ năm 1924 đến 1992. Nhà nước này do Đảng Nhân dân Cách mạng Mông Cổ cầm quyền và trong suốt lịch sử của nhà nước này, nó luôn duy trì mối quan hệ mật thiết với Liên Xô.

## Lịch sử

### Thành lập
Từ năm 1691 đến 1911, Ngoại Mông là vùng đất thuộc quyền cai trị của nhà Thanh. Vào thập kỷ đầu tiên của thế kỷ 20, triều đình nhà Thanh bắt đầu thực hiện các chính sách mới nhằm hòa hợp hơn nữa với Ngoại Mông. Bức xúc trước viễn cảnh thuộc địa ở Nội Mông vào thế kỷ 19, giới quý tộc Mông Cổ đã quay sang Đế quốc Nga nhờ trợ giúp. Vào tháng 8 năm 1911, một đoàn đại biểu Mông Cổ đã đến Sankt-Peterburg và thu được một cam kết hỗ trợ có giới hạn. Khi họ trở về, Cách mạng Tân Hợi đã bắt đầu, và đến tháng 12 năm 1911, người Mông Cổ hạ bệ amban (trú tráp đại thần) của nhà Thanh tại Ikh Khuree (Khố Luân) và tuyên bố độc lập dưới sự lãnh đạo của Jebtsundamba Khutuktu thứ 8, người được bổ nhiệm làm Bogd Khan của Mông Cổ từ thời nhà Thanh. Các nỗ lực nhằm đưa Nội Mông vào tầm kiểm soát của nhà nước mới đã thất bại vì nhiều lý do khác nhau, bao gồm cả sự yếu kém quân sự của người Mông Cổ ở Nội Mông để tự giành lấy độc lập, thiếu sự trợ giúp của Nga (do tại Nội Mông, Nga vướng vào các hiệp ước bí mật với Nhật Bản), và thiếu sự hỗ trợ của một bộ phận quý tộc Nội Mông và các tăng lữ cấp cao. Trong thỏa thuận Khiagt vào năm 1915, Trung Quốc, Nga và Mông Cổ đã nhất trí về tình trạng của Mông Cổ là tự trị dưới quyền thống trị của Trung Quốc.
Tuy nhiên, Trung Hoa Dân Quốc đã lợi dụng Cách mạng Tháng Mười và cuộc nội chiến sau đó để triển khai quân đội tại Ngoại Mông, và năm 1919 chính quyền Mông Cổ đã bị buộc phải ký một hiệp ước theo đó bãi bỏ quyền tự trị của Mông Cổ. Dưới sự chiếm đóng của Trung Quốc, Đảng Nhân dân Mông Cổ được thành lập và một lần nữa lại hướng về phía bắc, tức nước Nga Xô-viết để tìm kiếm sự giúp đỡ. Trong thời gian đó, quân Bạch vệ Nga do Roman von Ungern-Sternberg lãnh đạo đã chiếm Khuree và đầu tháng 3 năm 1921, và chính phủ thần quyền mới đã tuyên bố độc lập từ Trung Quốc vào ngày 13 tháng 3. Song Cách mạng Ngoại Mông vào năm 1921 đã nổ ra và Ungern và quân Trung Quốc còn lại bị đẩy lui sau vài tháng. Đến ngày 6 tháng 7 năm 1921, Đảng Nhân dân Mông Cổ và quân Liên Xô đã chiếm được Niislel Khuree. Đảng Nhân dân thành lập một chính phủ mới, song vẫn cho Bogd Khaan làm người đứng đầu trên danh nghĩa. Trong những năm tiếp theo, mặc dù có một số cuộc đấu tranh quyền lực song ảnh hưởng của Liên Xô luôn vững mạnh. Sau khi Bogd Khaan mất, Cộng hòa Nhân dân Mông Cổ đã được tuyên bố thành lập vào ngày 26 tháng 11 năm 1924.

### Củng cố quyền lực (1925–1938)
Từ năm 1925 đến 1928, chế độ mới được hình thành. Vào thời điểm này, Mông Cổ là nơi lạc hậu nhất tại châu Á, đi sau phần còn lại của thế giới tới khoảng 200 năm. Công nghiệp không tồn tại và sự thịnh vượng do giới quý tộc và tăng lữ kiểm soát. Dân số ít hơn một triệu người và suy giảm do gần một nửa số đàn ông sống trong các tu viện Phật giáo. Năm 1928, Stalin ra lệnh tập thể hóa ngành nông nghiệp của Mông Cổ. Chính sách này dẫn đến các vấn đề trong nền kinh tế và giao thông vận tải, và nghiêm trọng hơn là đã xảy ra các cuộc nổi dậy ở phía tây và nam và chỉ có thể được dập tắt với sự trợ giúp của Hồng quân Liên Xô. Năm 1934, Pejidiin Genden viếng thăm Moskva và giận dữ kết tội Stalin. Sau năm 1932, người ta đã thu nhỏ quy mô thi hành nền kinh tế tập trung. Năm 1936, Stalin yêu cầu loại bỏ các tu viện Phật giáo (vốn là địa chủ chính tại Mông Cổ khi đó) để giải phóng nông nô. Trong khi đó, cuộc xâm lược của người Nhật ở Mãn Châu là một biến cố khơi mào cho việc Liên Xô đưa các đội quân đến Mông Cổ. Đồng thời cuộc Đại thanh lọc chính trị đã ập đến Mông Cổ. Trong số những người bị xử bắn có những nhân vật nổi bật như Peljidiin Genden, Anandyn Amar, Demid, và Losol. Sau khi loại bỏ Genden khỏi quyền lực, Khorloogiin Choibalsan, một người tin theo Joseph Stalin, đã lên nắm quyền. Các cuộc thanh lọc đã loại bỏ gần như hoàn toàn các tu viện Phật giáo Tây Tạng tại Mông Cổ, hàng trăm nghìn nông nô được giải phóng, trong khi khoảng 30.000-35.000 người đã chết hoặc bị bắt giam

### Thế chiến II (1939–1945)
Trong Thế chiến II, do mối đe dọa đến từ Nhật Bản ngày càng tăng tại biên giới Mông Cổ-Mãn Châu Quốc, Liên Xô đã đảo ngược quá trình xây dựng chủ nghĩa xã hội ở Mông Cổ với việc ủng hộ một chính sách kinh tế mới theo phương pháp tiệm tiến và xây dựng quốc phòng. Hồng quân Liên Xô và Mông Cổ đã đánh bại các lực lượng Nhật Bản xâm chiếm miền đông Mông Cổ vào mùa hè năm 1939 trong trận Khalkhin Gol, và thỏa thuận ngừng bắn đã được ký kết theo đó thiết lập nên một ủy ban để xác định biên giới Mông Cổ-Mãn Châu Quốc vào mùa thu năm đó.
Sau năm 1941, kinh tế Mông Cổ đã được điều chỉnh để có thể hỗ trợ Liên Xô mọi cách có thể, bao gồm cả việc cung cấp viện trợ cho một số đơn vị quân đội Xô viết. Vào mùa hè năm 1945, Liên Xô đã sử dụng Mông Cổ làm căn cứ cho chiến dịch Mãn Châu và đã đánh bại được quân Nhật tại đây. Các hoạt động xây dựng trước đó đã đưa 650.000 lính Xô viết đến Mông Cổ cùng với một số lượng lớn thiết bị. Quân đội Nhân dân Mông Cổ đóng vai trò hạn chế trong xung đột, nhưng nó đã giúp Stalin có phương tiện để buộc Trung Quốc phải công nhận nền độc lập của Mông Cổ.

### Hiệp ước Trung-Xô 1945 và Sự độc lập của Mông Cổ
Vào tháng 2 năm 1945, hội nghị Yalta đã quy định sự tham gia của Liên Xô trong chiến tranh Thái Bình Dương. Một trong số các điều kiện Liên Xô đưa ra để tham gia là sau chiến tranh, Ngoại Mông sẽ được giữ "nguyên trạng." Ý nghĩa chính xác của "nguyên trạng" trở thành một điều gây tranh cãi trong cuộc hội đàm Trung-Xô tại Moskva vào mùa hè năm 1945 giữa Stalin và phái viên của Tưởng Giới Thạch là Tống Tử Văn.
Stalin khăng khăng nói Trung Hoa Dân Quốc công nhận độc lập của Ngoại Mông, một điều đang diễn ra trên thực tế. Tưởng Giới Thạch mặc dù chống lại ý tưởng này song cuối cùng đã phải chấp thuận. Tuy nhiên, Tưởng đã nhận được một lời hứa từ Stalin là sẽ không hỗ trợ cho Đảng Cộng sản Trung Quốc, một phần là để trao đổi việc công nhận Ngoại Mông.
Như vậy, Hiệp ước Trung-Xô đã đảm bảo độc lập của Ngoại Mông. Nhưng nó cũng đã kết thúc hy vọng của Khorloogiin Choibalsan về việc thống nhất Ngoại Mông với Nội Mông, vùng đất vẫn nằm trong tay Trung Quốc. Choibalsan ban đầu hy vọng rằng Stalin sẽ hỗ trợ viễn cảnh Đại Mông Cổ của ông song nhà lãnh đạo Liên Xô đã hy sinh điều này vì lợi ích của đất nước mình, được đảm bảo theo Hiệp ước Trung-Xô và được hợp pháp hóa theo các thỏa thuận Yalta. Dưới ý nghĩa này, Hiệp ước Trung-Xô đã đánh dấu việc phân chia vĩnh viễn Mông Cổ thành nước Cộng hòa Nhân dân Mông Cổ độc lập và vùng Nội Mông láng giềng.

### Chính trị Chiến tranh Lạnh (1945–1985)
Được bảo đảm đảo trong quan hệ với Liên Xô, chính phủ Mông Cổ chuyển sang phát triển hậu chiến, tập trung vào các hoạt động dân sự. Mông Cổ vào thời gian này là một trong số các nước cô lập nhất thế giới, hầu như không có liên lạc với bất kỳ quốc gia nào khác ngoài Liên Xô. Sau chiến tranh, các mối quan hệ quốc tế được mở rộng, Mông Cổ thiết lập quan hệ với Bắc Triều Tiên và các nước cộng sản mới ở Đông Âu. Mông Cổ và Cộng hòa Nhân dân Trung Hoa đã công nhận lẫn nhau vào năm 1949, và Cộng hòa Nhân dân Trung Hoa từ bỏ tất cả chủ quyền tại Ngoại Mông. Tuy nhiên, cá nhân Mao Trạch Đông vẫn hy vọng tái hợp nhất Mông Cổ vào Trung Quốc. Ông nếu ra vấn đề này trước nhà lãnh đạo Liên Xô sớm nhất là năm 1949 (trong buổi gặp gỡ với Anastas Mikoyan), và sau đó, Stalin đã kiến quyết từ chối điều này. Năm 1956, theo sau tố cáo Stalin của Nikita Khrushchev, các lãnh đạo Trung Quốc đã cố gắng trình bày rằng sự độc lập của Mông Cổ là một trong những sai lầm của Stalin trong buổi gặp với Mikoyan. Phản ứng của Liên Xô là người Mông Cổ được tự do quyết định số phận của mình.
Năm 1952, Choibalsan mất tại Moskva, nơi ông trải qua điều trị ung thư. Người thay ông giữ chức Tổng bí thư Đảng là Yumjaagin Tsedenbal. Không như người tiền nhiệm, Tsedenbal hăng hái trong việc hợp nhất Mông Cổ thành một nước cộng hòa thành phần của Liên Xô. Ý tưởng này đã vấp phải sự phản đối dữ đội từ các thành viên khác trong Đảng và bị bãi bỏ.
Trong những năm 1950, quan hệ giữa Mông Cổ và Trung Quốc được cải thiện đáng kể. Trung Quốc cung cấp viện trợ kinh tế đang rất cần thiết, xây dựng toàn bộ ngành công nghiệp tại Ulaanbaatar, cũng như các khối nhà cho cán bộ. Hàng nghìn người Trung Quốc đã tham gia vào các dự án này cho đến khi Trung Quốc rút lui sau năm 1962 trong một nỗ lực để gây áp lực Mông Cổ phá vỡ mối quan hệ với Liên Xô vào thời điểm quan hệ Trung-Xô xấu đi.
Sau khi bắt đầu tranh chấp Trung-Xô, Mông Cổ trong một thời gian ngắn đã lưỡng lự, những ngay sau đó đã mạnh mẽ ủng hộ Liên Xô, trở thành một trong các nước XHCN đầu tiên tán thành lập trường của Liên Xô trong cuộc tranh cãi với Trung Quốc. Các căn cứ quân sự trên biên giới Trung-Mông bắt đầu được xây dựng từ năm 1963; vào tháng 12 năm 1965 Bộ chính trị Mông Cổ yêu cầu Liên Xô đến đóng quân tại các căn cứ ở Mông Cổ. Vào tháng 1 năm 1966, với chuyến thăm của Leonid Brezhnev đến Mông Cổ, hai nước đã ký kết hiệp ước tương trợ lẫn nhau, mở đường cho sự hiện diện quận sự của Liên Xô tại Mông Cổ. Vào tháng 2 năm 1967, sau những tuần quan hệ với Trung Quốc trở nên căng thẳng hơn, Moskva đã chính thức thông qua việc đóng quân ở Mông Cổ.
Với sự khuyến khích của Liên Xô, Mông Cổ gia tăng sự tham gia trong các hội nghị cộng sản và tổ chức quốc tế. Điều này được thực hiện với một số khó khăn nhất định do Mông Cổ được cộng đồng quốc tế nhìn nhận rộng rãi là một phần phụ thuộc Liên Xô hơn là một quốc gia độc lập. Năm 1955, Mông Cổ cố gắng gia nhập Liên Hợp Quốc, nhưng yêu cầu bị Trung Hoa Dân Quốc phủ quyết. Nhà nước này sau chiến tranh Thế giới thứ hai đã tái tuyên bố chủ quyền với Mông Cổ. Mông Cổ trở thành thành viên của Liên Hợp Quốc vào năm 1961 sau khi Liên Xô đe dọa phủ quyết việc gia nhập của tất cả các quốc gia mới độc lập tại châu Phi nếu Trung Hoa Dân Quốc vẫn dùng quyền phủ quyết. Quan hệ ngoại giao với Hoa Kỳ không được thiết lập cho đến cuối Chiến tranh Lạnh. Mông Cổ trở thành nơi ganh đua giữa Trung Quốc và Liên Xô trong những năm 1960, 1970 và 1980 vì sự hiện diện vũ khí hạt nhân của Liên Xô.
Bắt đầu những năm 1980, Tsedenbal trở nên ngày càng độc đoán và thất thường. Sau một loạt các thanh trừng trong đảng, ông bị trục xuất khỏi văn phòng vào tháng 8 năm 1984 với lý do tuổi già và không đủ khả năng trí tuệ. Việc loại bỏ Tsedenbal có được sự ủng hộ từ Liên Xô, và ông nghỉ hưu tại Moskva cho đến khi chết vì bệnh ung thư vào năm 1991. Jambyn Batmönkh trở thành Tổng bí thư và nhiệt thành lao vào những cải cách tương tự như Gorbachev đã thực hiện ở Liên Xô.

### Sụp đổ (1985–1996)
Sau khi Mikhail Gorbachev lên nắm quyền ở Liên Xô, ông đã thực thi các chính sách perestroika và glasnost. Bầu không khí cải cách ở Liên Xô đã lan đến Mông Cổ. Sau các cuộc biểu tình quần chúng vào mùa đông 1990, Cộng hòa Nhân dân Mông Cổ bắt đầu nới lỏng kiểm soát hệ thống chính trị. Bộ Chính trị từ chức vào tháng 3, và đến tháng 5 thì hiến pháp đã được sửa đổi, xóa bỏ các chi tiết ghi rằng vai trò của Đảng Nhân dân Cách mạng Mông Cổ là lực lượng lãnh đạo tại đất nước, hợp thức hóa các đảng đối lập, tạo ra một cơ quan lập pháp thường trực, và thiết lập văn phòng chủ tịch nước. Vào ngày 29 tháng 7 năm 1990, cuộc bầu cử đa đảng tự do đầu tiên được tổ chức tại Mông Cổ. Kết quả bầu cử phần lớn nghiên về Đảng Nhân dân Cách mạng Mông Cổ, với 85% số phiếu. Cho đến tận năm 1996 Đảng này mới bị đẩy ra khỏi vị trí lãnh đạo.
Liên Xô rút quân đội đồn trú tại Mông Cổ cùng các hỗ trợ về kỹ thuật và tài chính từ năm 1987 đến 1992. Sau đó, các chính sách ngoại giao và quốc phòng của Mông Cổ có thay đổi sâu sắc: "Duy trì quan hệ thân thiện với Nga và Trung Quốc phải là một ưu tiên trong hoạt động đối ngoại của Mông Cổ. Sẽ không chấp thuận rơi vào tay quốc gia nào song sẽ duy trì nguyên tắc một mối quan hệ cân bằng với cả hai và thúc đẩy tất cả các hoạt động hợp tác láng giềng thân thiết."

## Chính trị
Theo hiến pháp, Cộng hòa Nhân dân Mông Cổ là một nhà nước xã hội chủ nghĩa, một nước cộng hòa nhân dân.
Cơ quan tối cao của quyền lực nhà nước và cơ quan lập pháp duy nhất là Đại Hội đồng Quốc gia (Ardyn Ikh Khural), người đã được bầu 4 năm trên cơ sở quyền bầu cử phổ thông trực tiếp bằng cách bỏ phiếu kín theo tiêu chuẩn: 1 phó từ 4 nghìn cư dân. Đại Khural đã phê chuẩn hiến pháp và sửa đổi nó, xác định các chính sách đối nội và đối ngoại, và các kế hoạch được phê duyệt để phát triển nền kinh tế của đất nước và ngân sách nhà nước. Giữa các phiên họp của Đại Khural, Đoàn chủ tịch là cơ quan quyền lực tối cao.
Cơ quan hành pháp tối cao là chính phủ Mông Cổ (Hội đồng Bộ trưởng), bao gồm Thủ tướng, phó thủ tướng và các bộ trưởng được thành lập bởi Đại Hội đồng Nhân dân.

## Phân cấp hành chính
Lãnh thổ của Cộng hòa Nhân dân Mông Cổ được chia thành 18 aimag và hai thành phố trực thuộc trung ương là (Ulan Bator và Darkhan):
| Aimag        | Diện tích, nghìn km² | Thủ phủ      |
| ------------ | -------------------- | ------------ |
| Arkhangai    | 55                   | Tsetserleg   |
| Bayan-Olgii  | 46                   | Ölgii        |
| Bayankhongor | 116                  | Bayankhongor |
| Bulgan       | 49                   | Bulgan       |
| Govi-Altai   | 142                  | Altai        |
| Dornogovi    | 111                  | Sainshand    |
| Dornod       | 122                  | Choibalsan   |
| Dundgovi     | 78                   | Mandalgovi   |
| Zavkhan      | 82                   | Uliastai     |
| Övörkhangai  | 63                   | Arvaikheer   |
| Ömnögovi     | 165                  | Dalanzadgad  |
| Sükhbaatar   | 82                   | Barun-Urt    |
| Selenge      | 43                   | Sükhbaatar   |
| Töv          | 81                   | Zuunmod      |
| Uvs          | 69                   | Ulaangom     |
| Khovd        | 76                   | Khovd        |
| Khövsgöl     | 101                  | Mörön        |
| Khentii      | 82                   | Öndörkhaan   |
| Ulan Bator   | 2                    | —            |
| Darkhan      | 0,2                  | —            |

Các huyện được chia thành volost (somony) và thành phố, thành phố có thể được chia thành thành phố (khorony). Các cơ quan đại diện địa phương là hội đồng của các đại biểu nhân dân, được bầu trong 3 năm. Các cơ quan hành pháp địa phương là các văn phòng điều hành được bầu bởi các hội đồng nhân dân.

## Tem thư

Tem Liên Xô
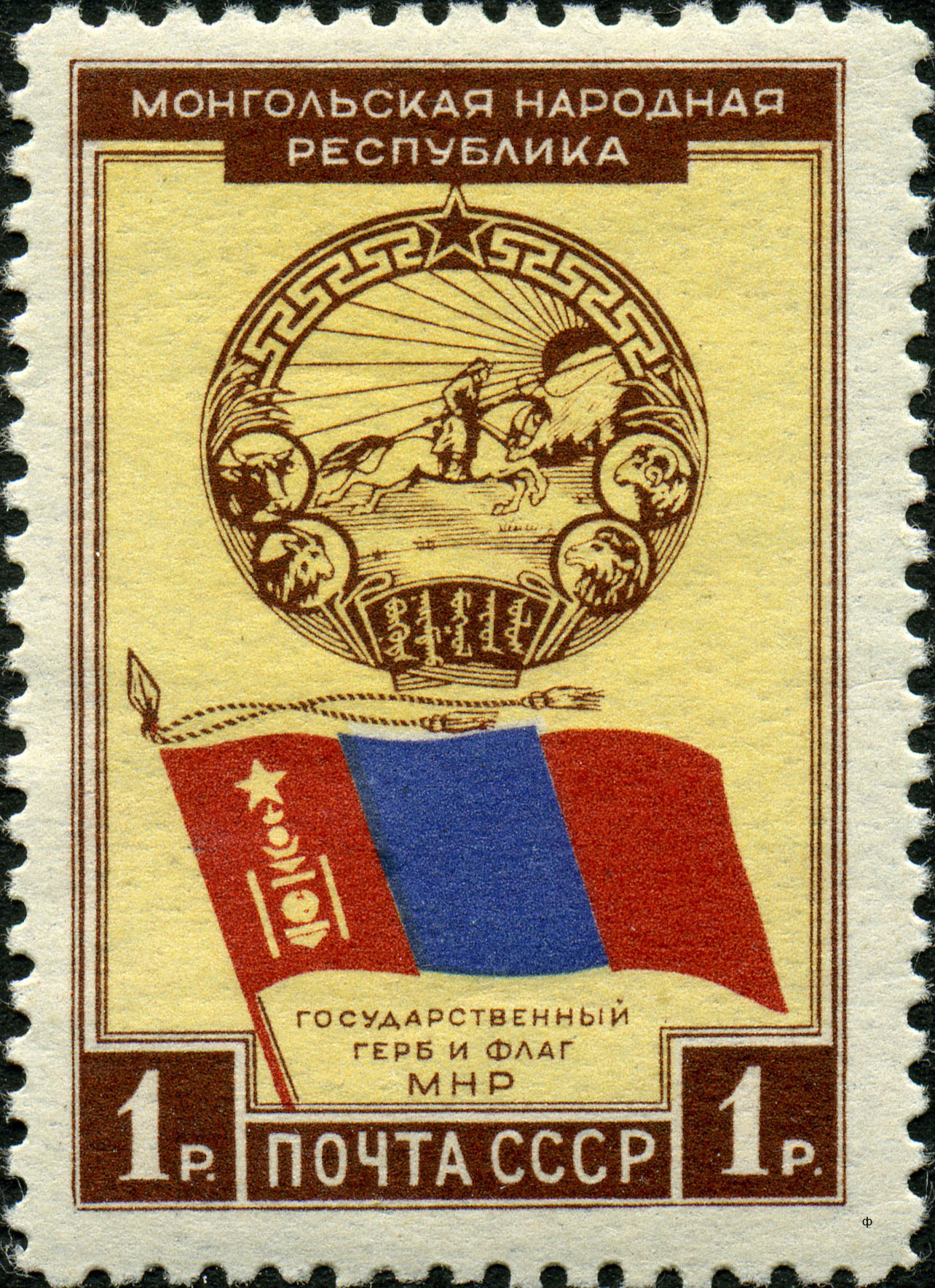
Quốc kỳ và quốc huy Cộng hòa Nhân dân Mông Cổ
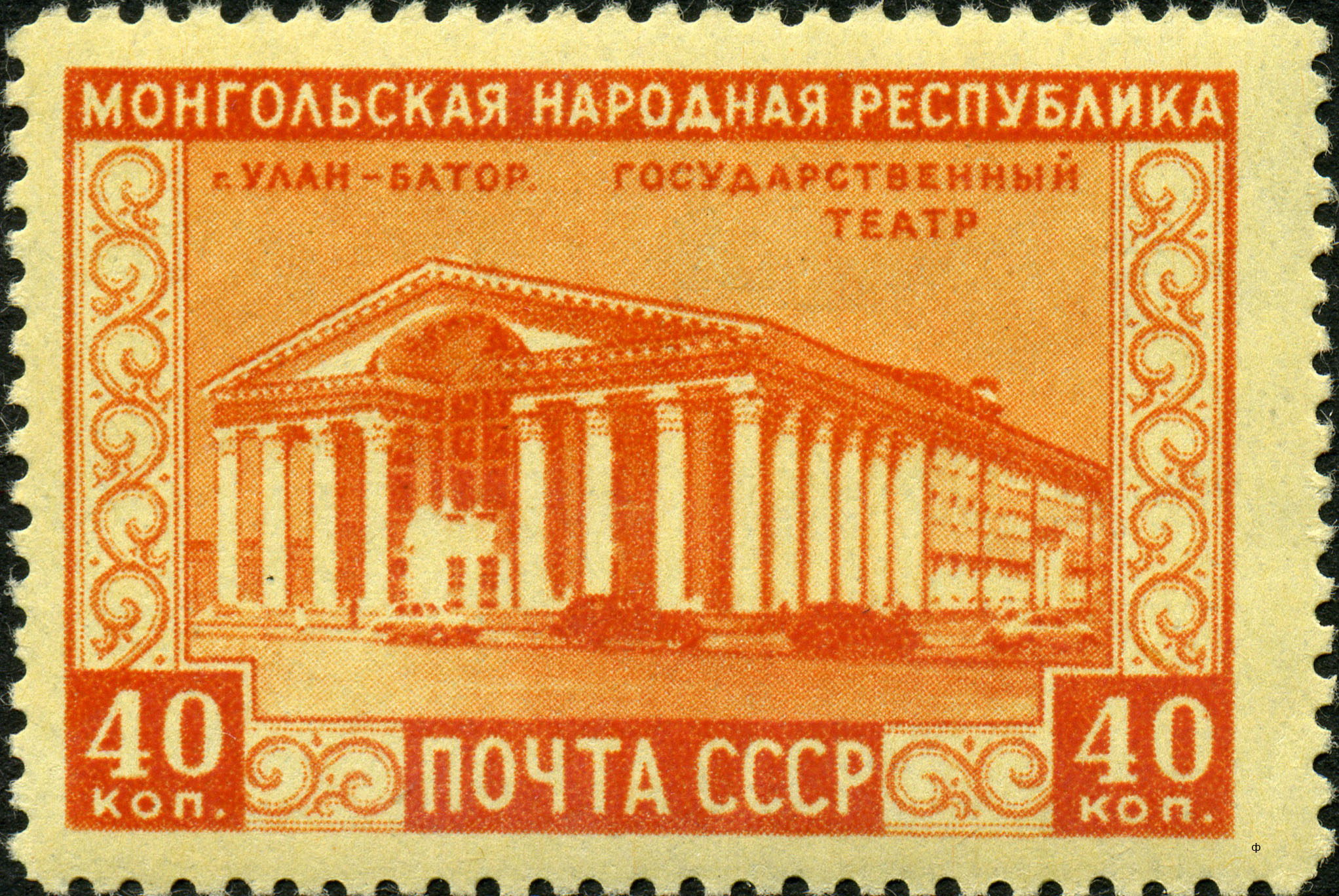
Nhà hát Quốc gia Ulan Bator
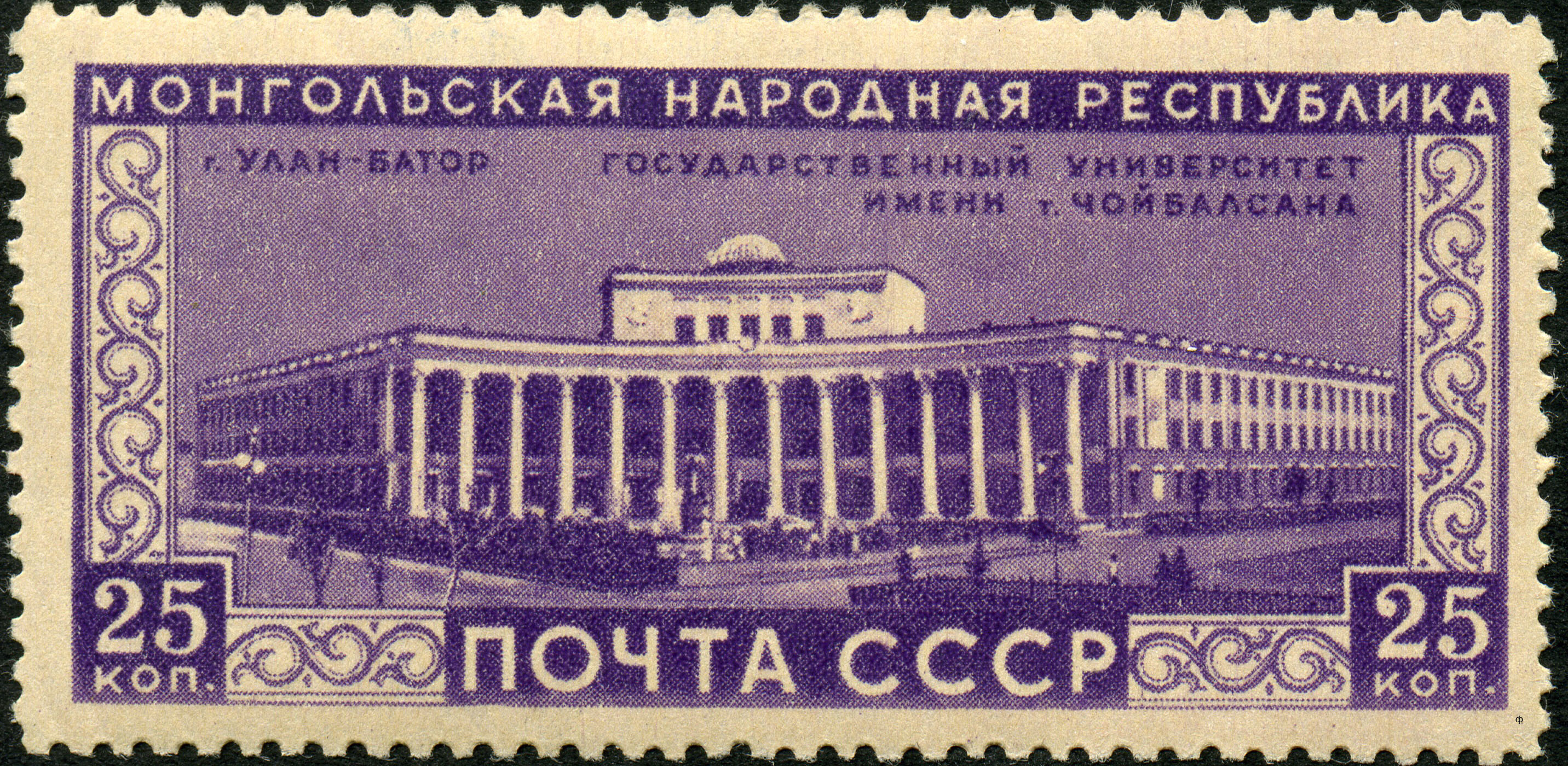
Đại học Quốc gia Mông Cổ đặt tên theo Choibalsan
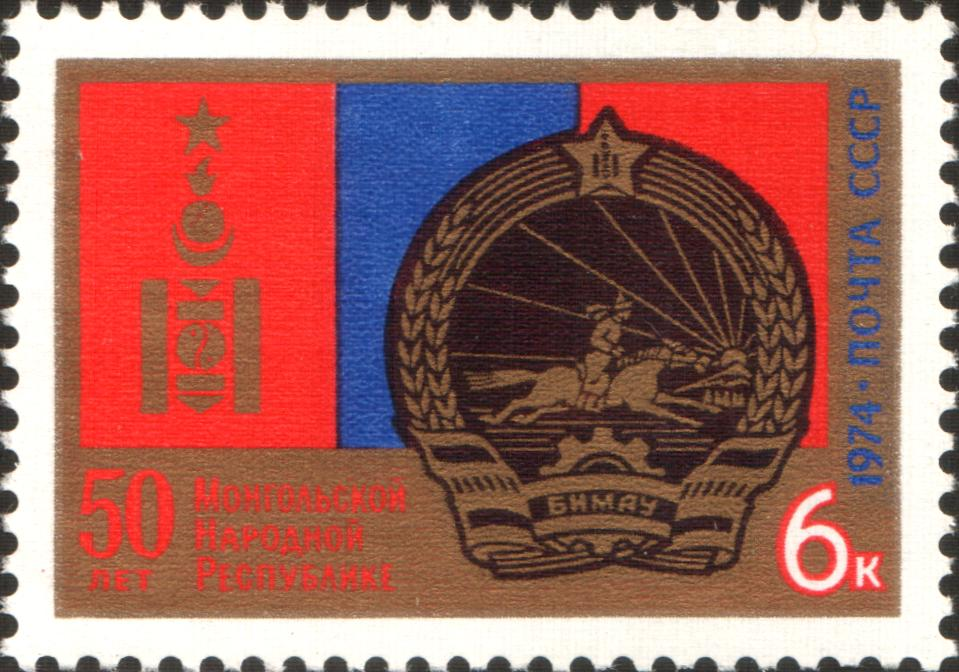
Tem bưu chính Liên Xô, 1974